# Национални парк Вирунга
Национални парк Вирунга је национални парк у источном делу ДР Конга, смештен у подручју планина Вирунга и Рувензори. Национални парк Вирунга се протеже западним обалама језера Едвард које је познато по нилским коњима, док остатак подручја прекривају мочваре, травнате саване и простране равнице, те два активна вулкана, Нирагонго и Нyамурагира.
Национални парк Вирунга основан је 1925. године као први афрички национални парк. Он има површину од 7800 км², а 1979. године уписан је на УНЕСКО-в списак места Светске баштине у Африци као једно од последњих уточишта планинских горила. У парку обитавају и друге угрожене животиње као што су: шумски слон, шимпанзе, окапи, жирафа, биво и многе ендемске врсте птица.
Због незаконите сече шуме и ловокрадица током прилива избеглица за време грађанског рата у Руанди,парк је уписан на списак угрожених места Светске баштине 1994. године. Од 1996. године, око 140 ловочувара је убијено док су покушавали да одбране парк од ловокрадица.
У августу 2008. године нови управник и директор парка, Емануел де Мерод, је с циљем обнове парка организовао 680 добро наоружаних ловочувара. Побуњеничка војска је 26. септембра 2008. године окупирала национални парк, у акцији коју је генерал Лорен Нкунда конгоанске Тутси војске (Национални конгрес народне одбране, CNDP) повео против FDLR-а (Демократска народноослободилачка војска Руанде) коју сачињавају Хуту. Уследио је рат у Северном Киву CNDP-а против удружених афричких земаља (ДР Конго, Зимбабве, Ангола) потпомогнути снагама MONUC-а (Мисија Уједињених нација у Конгу). Дана 25. новембра 2008. године, ловочуварима је дозвољен приступ локацијама на којима обитавају планинске гориле како би им помогли да опстану
. Дана 23. маја 2009. потписано је примирје између ДР Конга и Руанде, те су ове две државе предузеле заједничке војне акције против обе побуњеничке војске на подручју парка Вирунга.
Британска нафтна компанија Soco International је након извршених истраживања 2010. године најавила експлоатацију нафте чије се резерве налазе испод Едвардовог језера. Експлоатацијом нафте би било угрожено 80% национланог парка што је изазвало сукобе између управе парка и побуњеничке групе М23 који су ескалирали 2012. године. Реакција међународних организација за заштиту природе и животне средине као и промоција ове теме кроз дугометражни документарни филм "Вирунга" довели су до преиспитивања ових активности са циљем очувања биодиверзитета и других вредности Националног парка Вирунга.